# كريستيان فيلهلم بلومستراند
كريستيان ويلهلم بلومستراند (بالسويدية: Christian Wilhelm Blomstrand)‏ هو كيميائي سويدي، ولد في 20 أكتوبر 1826 في Växjö Landsförsamling ‏ في السويد، وتوفي في 5 نوفمبر 1897 في Lund Cathedral parish ‏ في السويد.

## وصلات خارجية
- كريستيان ويلهلم بلومستراند على موقع الموسوعة البريطانية (الإنجليزية)